# Mount Hazlett
Mount Hazlett är ett berg i Antarktis. Det ligger i Östantarktis. Nya Zeeland gör anspråk på området. Toppen på Mount Hazlett är 2 080 meter över havet, eller 329 meter över den omgivande terrängen. Bredden vid basen är 1,7 km.
Terrängen runt Mount Hazlett är varierad. Trakten är obefolkad. Det finns inga samhällen i närheten.